# Hideki Yukawa

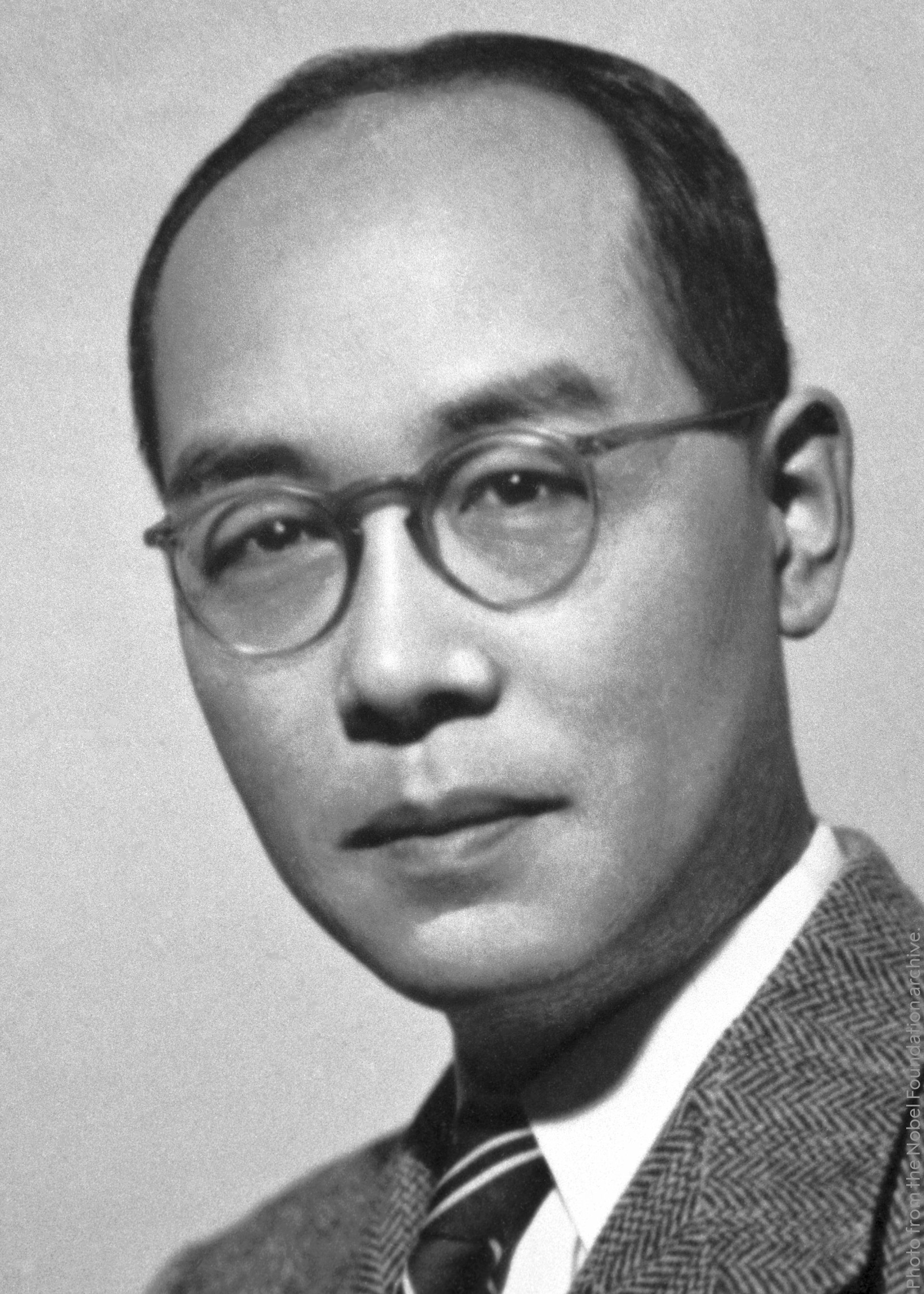
Hideki Yukawa (1949)

Hideki Yukawa (jap. 湯川 秀樹, Yukawa Hideki; * 23. Januar 1907 in Azabu, Tokio (heute: Minato, Tokio); † 8. September 1981 in Kyōto) erhielt 1949 als erster japanischer Physiker den Nobelpreis, und zwar für seine Vorhersage der Existenz der Mesonen, die auf der Theorie der Kernkräfte beruhte.

## Leben und Wirken
Sein Vater Takuji Ogawa war Geographie-Professor an der Universität Kyōto und Sohn eines konfuzianischen Gelehrten im Dienst der Tanabe-Familie und Yukawa und seine Brüder erhielten von ihrem Großvater Unterricht in den chinesischen Klassikern. Die Mutter von Yukawa stammte aus einer Samurai-Familie (Ogawa) und nach der Heirat wurde Yukawas Vater, der ursprünglich Asai hieß, von der Ogawa Familie adoptiert, damit diese nicht ausstarb. Yukawa (der damals Ogawa hieß) besuchte die höheren Schulen in Kyōto. Nachdem Yukawa, der sich nach einer Vorlesung von Nagaoka Hantarō der Physik zuwandte, 1929 seinen Abschluss an der Universität Kyōto bekam, blieb er als Lektor weitere vier Jahre an der Universität im Labor von Kajuro Tamaki. Dort beschäftigte er sich vor allem mit der theoretischen Physik und insbesondere mit Elementarteilchen.
1932 heiratete er Sumiko Yukawa (1910–2006), in deren Familie er nach seiner Heirat adoptiert wurde (und den Namen Yukawa annahm), und hatte mit ihr zwei Söhne, Harumi und Takaaki. Mit 26 Jahren wurde er Dozent an der Universität Osaka.
1935 veröffentlichte er schließlich seine Theorie der Kernkräfte durch Austausch von Mesonen (Yukawa-Wechselwirkung), die die Kurzreichweitigkeit der Wechselwirkung zwischen Protonen und Neutronen aufgrund der Masse der Austauschteilchen (in diesem Fall Pionen) erklärte (Yukawa-Potential) an der Universität Osaka.
Im Jahr 1938 wurde er an der Universität Osaka zum Doktor der Wissenschaften promoviert, vor allem für seine Vorhersagen über die Existenz von Mesonen und seine theoretischen Studien über die Natur der Kernkraft. Diese Forschungsergebnisse waren der Grund dafür, dass er später mit dem Nobelpreis für Physik ausgezeichnet wurde.
Yukawa wurde 1940 Professor an der Universität Kyōto und erhielt den Kaiserlichen Preis der Akademie der Wissenschaften. 1943 erhielt er den japanischen Kulturorden. 1948 war er Gastwissenschaftler am Institute for Advanced Study und 1949 war er Gastprofessor an der Columbia University. 1951 erhielt er die Auszeichnung als Person mit besonderen kulturellen Verdiensten. 1953 wurde er der erste Vorsitzende am 1952 gegründeten Forschungsinstitut für Fundamentale Physik (Research Institute for Fundamental Physics, RIFP), dem späteren Yukawa-Institut für theoretische Physik der Universität Kyōto.
Er bekam einen Ehrendoktor der Universität Paris, war Ehrenbürger von Kyōto und Mitglied der Royal Society of Edinburgh, der Indian Academy of Sciences, der International Academy of Philosophy and Sciences, der National Academy of Sciences (1949), der American Academy of Arts and Sciences (1961) und der päpstlichen Akademie der Wissenschaften (Pontificia Academia Scientiarum). 1955 unterzeichnete Yukawa mit zehn anderen führenden Wissenschaftlern das Russell-Einstein-Manifest, mit dem er sich für eine Abrüstung der Atomwaffen aussprach.
Er war seit 1946 Herausgeber der Zeitschrift Progress in Theoretical Physics.

## Sonstiges
Am 8. August 1998 wurde ein Asteroid nach Hideki Yukawa benannt: (6913) Yukawa.
Yukawa zu Ehren benannten die Macher von Star Trek: Deep Space Nine eine Raumschiffklasse nach ihm.

## Veröffentlichungen (Auswahl)
- Yukawa: Einführung in die Quantenmechanik. 1946 (japanisch)
- Yukawa: Einführung in die Theorie der Elementarteilchen. 1948 (japanisch)
- Yukawa: On the interaction of elementary particles I. In: Proceedings of the Physico-Mathematical Society of Japan. 3. Serie, Band 17, 1935, S. 48–57 (Yukawa-Wechselwirkung)
- Autobiographie: Tabibito. Ein Wanderer. Erinnerungen eines Physikers, übersetzt von Erwin Müller-Hartmann. Wissenschaftliche Verlagsgesellschaft, 1985, ISBN 3-8047-0826-9